# Kalama delle Hawaii
Kalama delle Hawaii, nata Kalama Hakaleleponi Kapakuhaili (Kailua, 17 marzo 1817 – Honolulu, 20 settembre 1870), è stata regina consorte delle Hawaii dal 1837 al 1854, durante il regno del marito Kamehameha III delle Hawaii.

## Biografia

### Nascita

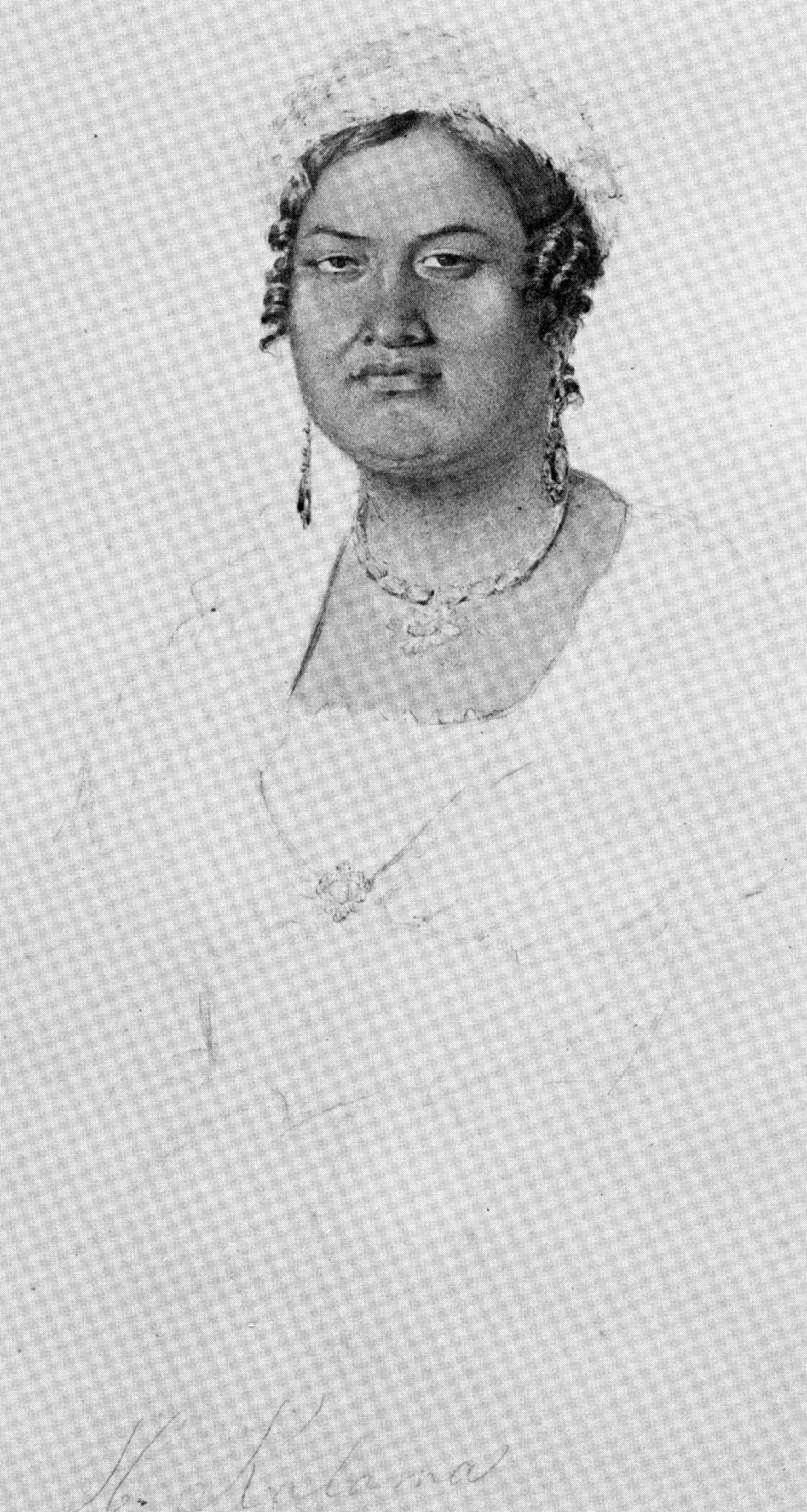
Kalama ritratta da August Plum nel 1846 circa

Kalama Hakaleleponi Kapakuhaili nacque il 17 marzo 1817 a Kailua, dal capo Naihe Kukui Kapihe, ammiraglio della flotta reale hawaiana a Honolulu, e dalla capessa Iʻahuʻula. Era cugina del principe e futuro re delle Hawaii William Charles Lunalilo, poiché sua madre era la sorella minore di Charles Kanaʻina, padre del principe. Dall'hawaiano il suo primo nome è traducibile con la parola "torcia".

### Matrimonio e figli

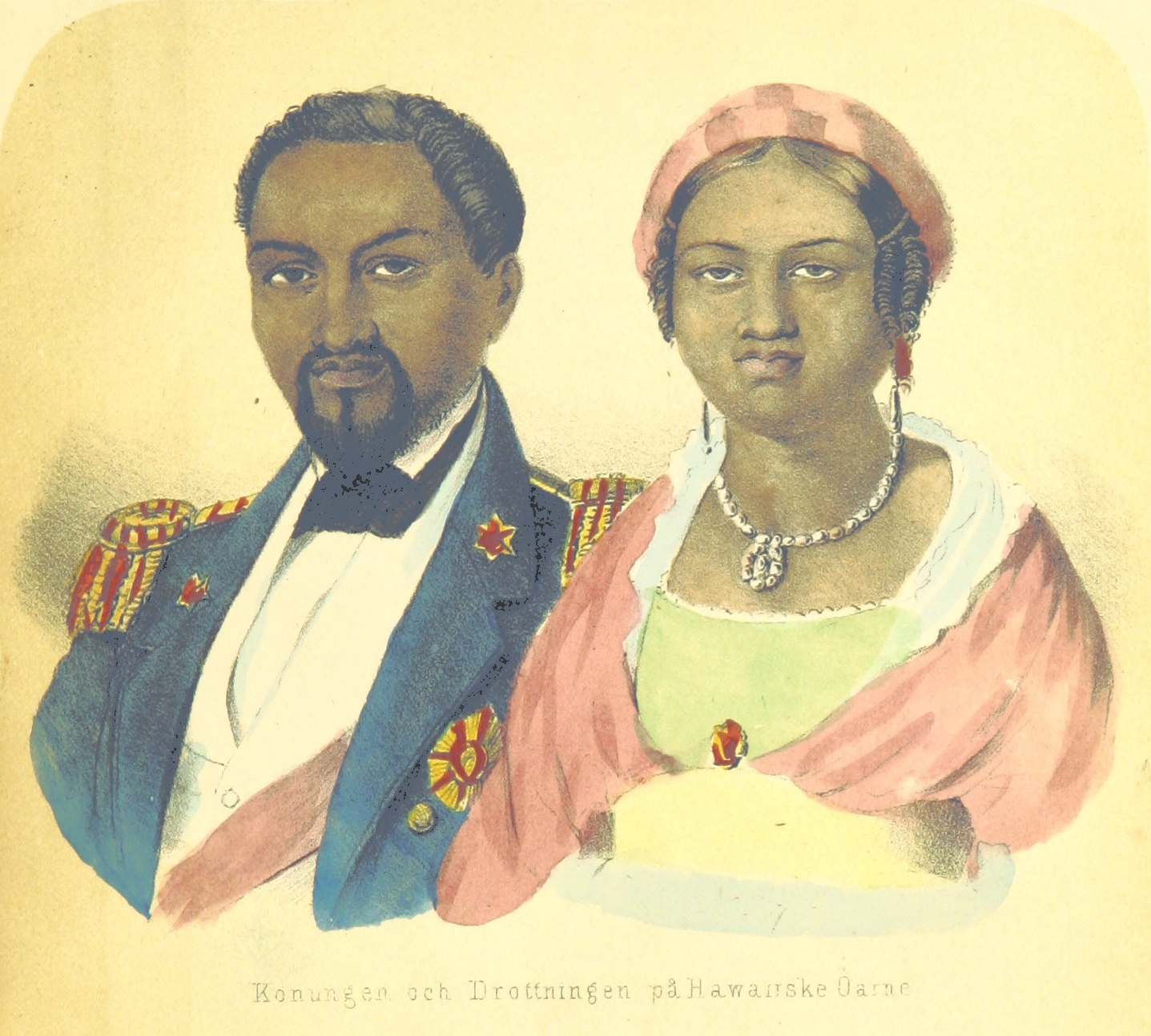
Ritratto di Kalama con il consorte Kamehameha III

Con cerimonia cristiana Kalama sposò il 14 febbraio 1837 il ventitreenne sovrano Kamehameha III delle Hawaii, dopo che questi si innamorò di lei nel 1832 ed ebbe due ipotesi di matrimonio fallite con la sorella Nahienaena e con Kamanele, figlia del governatore John Adams Kuakini.
Dal matrimonio con il re nacquero due figli maschi, il primo nel 1839 e il secondo il 14 gennaio 1842. Ad entrambi i bambini venne dato il nome Keaweaweulaokalani, ma morirono poco tempo dopo le proprie nascite.

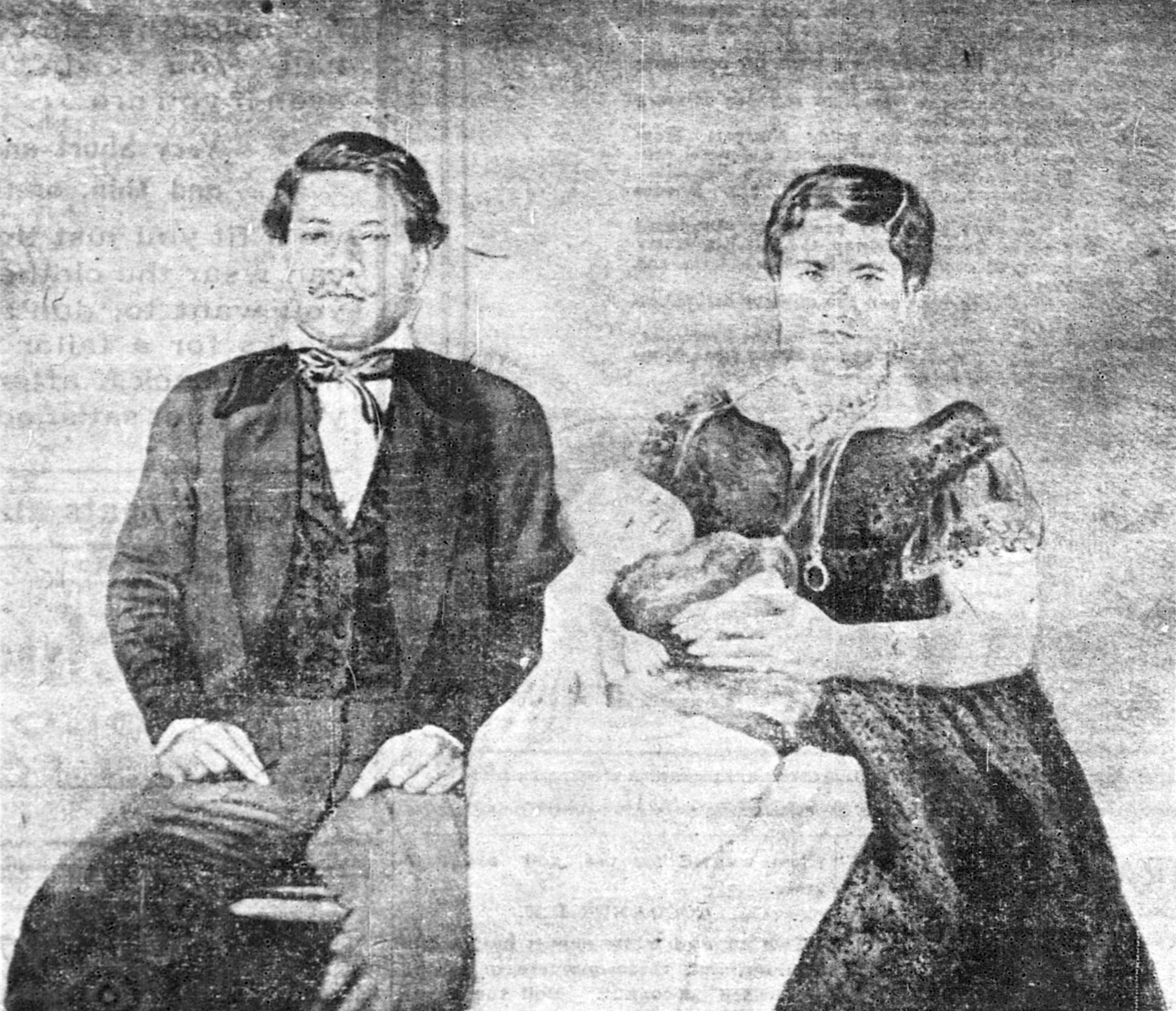
Kamheameha III e Kalama con in braccio il figlio illegittimo di suo marito, 1853 circa

Kalama e il marito ebbero tre figli adottivi, primo tra i quali un loro nipote, il principe Alexander Liholiho (1834-1863), che salì al trono col nome di Kamehameha IV alla morte dello zio. In seguito adottarono Kaʻiminaʻauao (1845-1848), sorella minore dei futuri sovrani Kalākaua e Liliʻuokalani, e Albert Kukaʻilimoku Kunuiakea (1851-1903), un figlio illegittimo di Kamehameha III avuto con Jane Lahilahi Young, figlia di John Young, un consigliere di Kamehameha I. Quest'ultimo figlio adottivo nacque assieme al suo gemello Keōua, che però morì in giovane età.

### Vedovanza

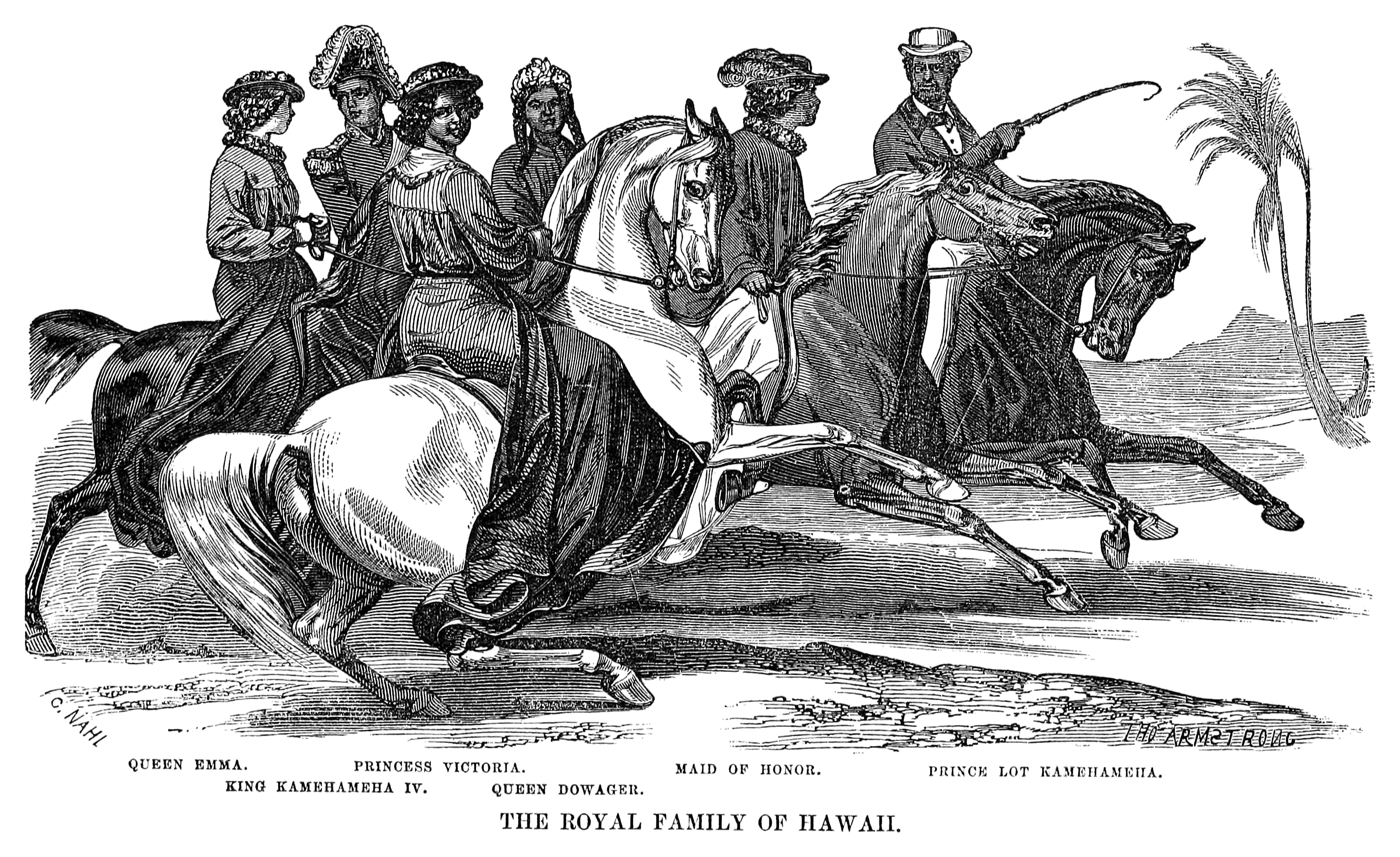
La Famiglia Reale delle Hawaii, litografia del 1856 di Charles Nahl. Partendo da sinistra la regina Kalama è la quarta persona ritratta

Kalama sopravvisse sia al marito che al figlio adottivo Kamehameha IV e in quest'ultimo periodo della sua vita adottò il titolo di regina vedova delle Hawaii. Sempre in questi anni Kalama ebbe un incontro a Waikiki con Alfredo, duca di Sassonia-Coburgo-Gotha, figlio della regina Vittoria del Regno Unito, che si recò nelle Hawaii in visita di stato. Durante l'incontro Kalama venne accompagnata in carrozza dal figlio adottivo Albert e dalla principessa Miriam Likelike (altra sorella minore di Kalākaua e di Liliʻuokalani), e questa visita fu considerata come uno degli eventi più importanti della storia della monarchia hawaiana.

### Morte

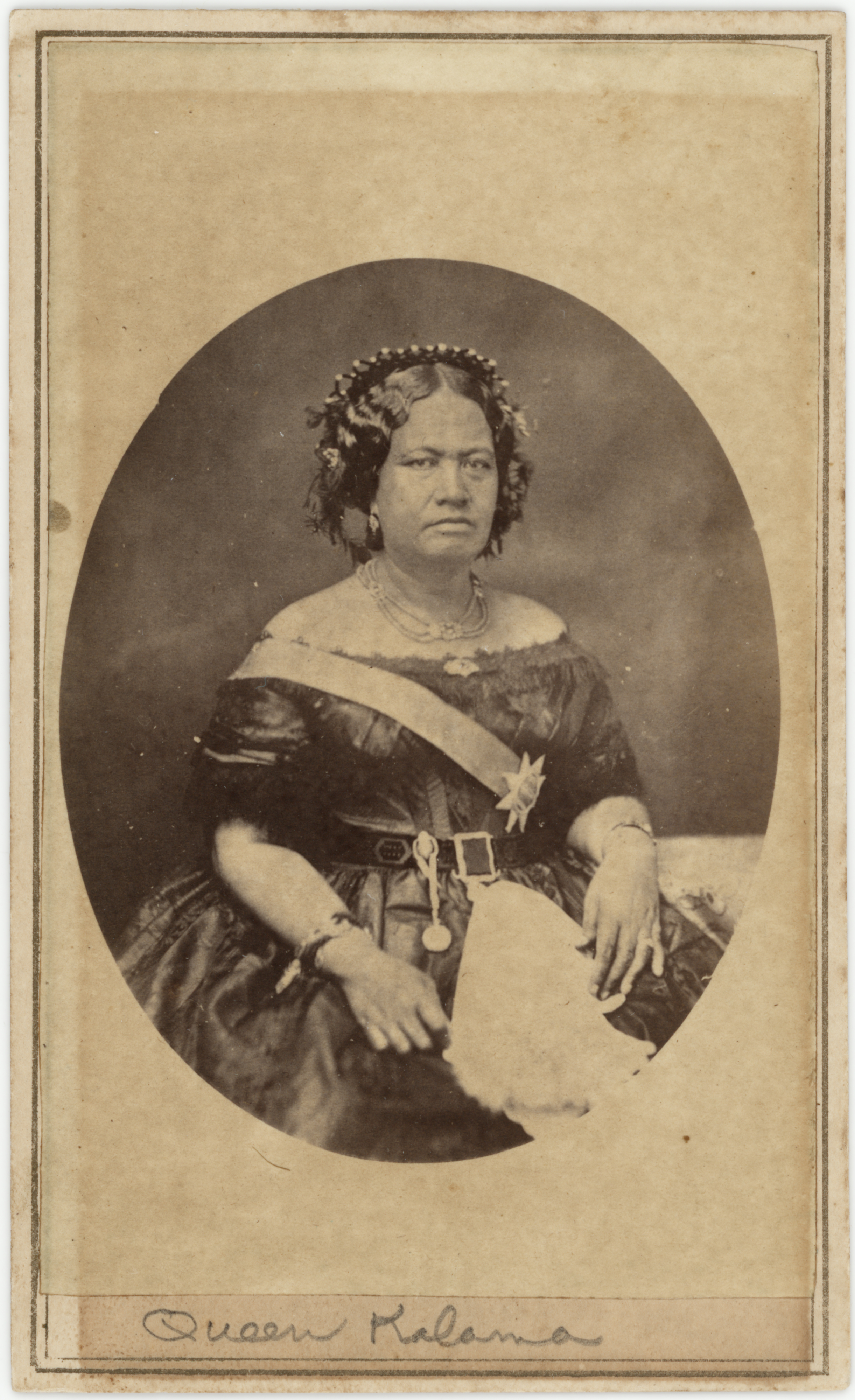
La regina Kalama fotografata nel 1862

Kalama morì il 20 settembre 1870 a Honolulu, all'età di 53 anni, e fu tumulata l'8 ottobre nel Mauna ʻAla, il mausoleo della famiglia reale hawaiana. In base al suo testamento le sue numerose terre e proprietà, che comprendevano 22.000 acri di piantagioni di zucchero sull'isola di Oahu, furono ereditate dallo zio materno Charles, deceduto sette anni dopo di lei.

## Titoli e trattamenti
- 14 febbraio 1837 – 15 dicembre 1854: Sua Maestà, la regina delle Hawaii
- 14 dicembre 1854 – 20 settembre 1870: Sua Maestà, la regina vedova delle Hawaii